# 小行星5748
小行星5748（5748 Davebrin）是一颗绕太阳运转的小行星，为主小行星带小行星。该小行星于1991年2月发现。

## 轨道参数
小行星5748的轨道半长轴为2.5588001 UA，离心率为0.149。